# Bettino Ricasoli
Bettino Ricasoli, född 9 mars 1809 i Florens, död 23 oktober 1880 i Rom, var en italiensk politiker. Han var Italiens premiärminister 1861-1862 och 1866-1867.
Ricasoli var ättling till en gammal toskansk adelsfamilj. Han ägnade sin första verksamhet, efter någon tids universitetsstudier, åt lantbruk och vinplantering.  År 1847 yrkade han i tidskriften "La Patria" på Italiens enhet under en konstitutionell kung och blev gonfalonjär i sin födelsestad, men efter Österrikes seger över de för sin frihet kämpande italienarna drog han sig för tio års tid tillbaka till sitt jordbruk.
År 1859 framträdde Ricasoli såsom Camillo di Cavours energiske anhängare. I augusti samma år kallades han till diktator i tidigare Storhertigdömet Toscana och var generalguvernör där från dess införlivande med Kungariket Sardinien (mars 1860), tills han den 12 juni 1861 blev kungariket Italiens ministerpresident efter Cavour, vars politik han fullföljde.
Giuseppe Garibaldi och romerska frågan förorsakade honom emellertid sådana svårigheter, att han i mars 1862 trädde tillbaka för Urbano Rattazzi. Under några år tog han nu del i politiken blott från sin bänk i kammaren. Den 20 juni 1866 övertog Ricasoli efter Alfonso La Marmora ånyo chefskapet för ministären. Under kriget fasthöll han troget vid Preussen, men den inre politiken beredde honom olösliga svårigheter. På frågan om kyrkogodsens likvidation stupade han, efter en misslyckad parlamentsupplösning, den 4 april 1867, och drog sig sedan alltmer ifrån offentliga värv.
Ricasoli var en allvarsam, energisk och karaktärsfast statsman, som föraktade folkgunsten och därför aldrig blev populär, men "järnbaronen" var en av det stora enhetsverkets främsta män. I inrikespolitiken hyllade han decentralistiska idéer, och Cavours älsklingstanke "fri kyrka i fri stat" hade i honom en ivrig förkämpe.